# Stylidium choreanthum
Stylidium choreanthum är en tvåhjärtbladig växtart som beskrevs av Rica Erickson och J. H. Willis. Stylidium choreanthum ingår i släktet Stylidium och familjen Stylidiaceae. Inga underarter finns listade i Catalogue of Life.